# Jo Inoue
Jo Inoue (井上 丈 Inoue Jo?, nacido el 21 de mayo de 1994 en Toyama) es un futbolista japonés que se desempeña como centrocampista.

## Trayectoria

### Clubes
| Club           | País     | Año         |
| -------------- | -------- | ----------- |
| SV Gonsenheim  | Alemania | 2013 - 2014 |
| Grulla Morioka | Japón    | 2015 - 2017 |

## Estadística de carrera

### J. League
| Club           | Año   | J. League | J. League | Copa J. League | Copa J. League | Total | Total |
| Club           | Año   | Part.     | Goles     | Part.          | Goles          | Part. | Goles |
| -------------- | ----- | --------- | --------- | -------------- | -------------- | ----- | ----- |
| Grulla Morioka | 2015  | 8         | 0         | -              | -              | 8     | 0     |
| Grulla Morioka | 2016  | 14        | 2         | -              | -              | 14    | 2     |
| Grulla Morioka | 2017  | 11        | 0         | -              | -              | 11    | 0     |
| Total          | Total | 33        | 2         | 0              | 0              | 33    | 2     |